# Günther Oehme
Günther Oehme (* 22. Juni 1938 in Halle an der Saale) ist ein deutscher Chemiker.

## Leben
Von 1952 bis 1955 absolvierte er eine Laborantenausbildung. Von 1956 bis 1959 wurde er Ingenieur-Chemiker an der Ingenieurschule Köthen. Von 1959 bis 1963 wurde er Diplom-Chemiker an der Universität Halle-Wittenberg. Nach der Promotion 1966 zum Dr. rer. nat. in Halle-Wittenberg und der Habilitation 1980 zum Dr. sc. nat. (Organische Chemie) in Rostock war er von 1986 bis 1994 Professor der Akademie der Wissenschaften der DDR. Von 1994 bis 2003 war er Professor (C4) für Organische Chemie an der Universität Rostock.
Seine Forschungsgebiete sind asymmetrische Hydrierung in Mehrphasensystemen, micellare Reaktionen und Photokatalyse.